# Bondo (Trento)
Bondo é uma comuna italiana da região do Trentino-Alto Ádige, província de Trento, com cerca de 667 habitantes. Estende-se por uma área de 10 km², tendo uma densidade populacional de 67 hab/km². Faz fronteira com Tione di Trento, Bolbeno, Breguzzo, Breguzzo, Zuclo, Roncone.